# Жамуші
Жамуші (груз. ჟამუში) — село в Грузії.
За даними перепису населення 2014 року в селі проживає 25 осіб.